# Geladin (woreda)
Pour la ville, voir Geladin.
Geladin (ou Galadi,, en somali : Galaadi) est un woreda de l'est de l'Éthiopie situé dans la zone Dollo de la région Somali. Ce district a 98 053 habitants en 2007 et porte le nom de son chef-lieu. La partie sud-ouest du district rejoint récemment le woreda Warder.
Le district est limitrophe de la Somalie, son chef-lieu se trouvant environ 260 km à l'est de Kebri Dahar.
| Danod  |         | Bokh      |
| Warder | Geladin |           |
|        |         | (Somalie) |

Le recensement national de 2007 y fait état d'une population de 98 053 habitants dont 9 % de citadins qui sont les 9 217 habitants du chef-lieu.
Presque tous les habitants sont musulmans.
En 2022, la population est estimée sur le même périmètre à 142 512 personnes avec une densité de population de onze personnes par km2 et 12 600 km2 de superficie.
Le district se réduit cependant à 10 322 km2 au début des années 2020 en raison du transfert du sud-ouest du district dans le woreda Warder,.[source insuffisante]